# Équipe d'Angleterre de football à la Coupe du monde 2006

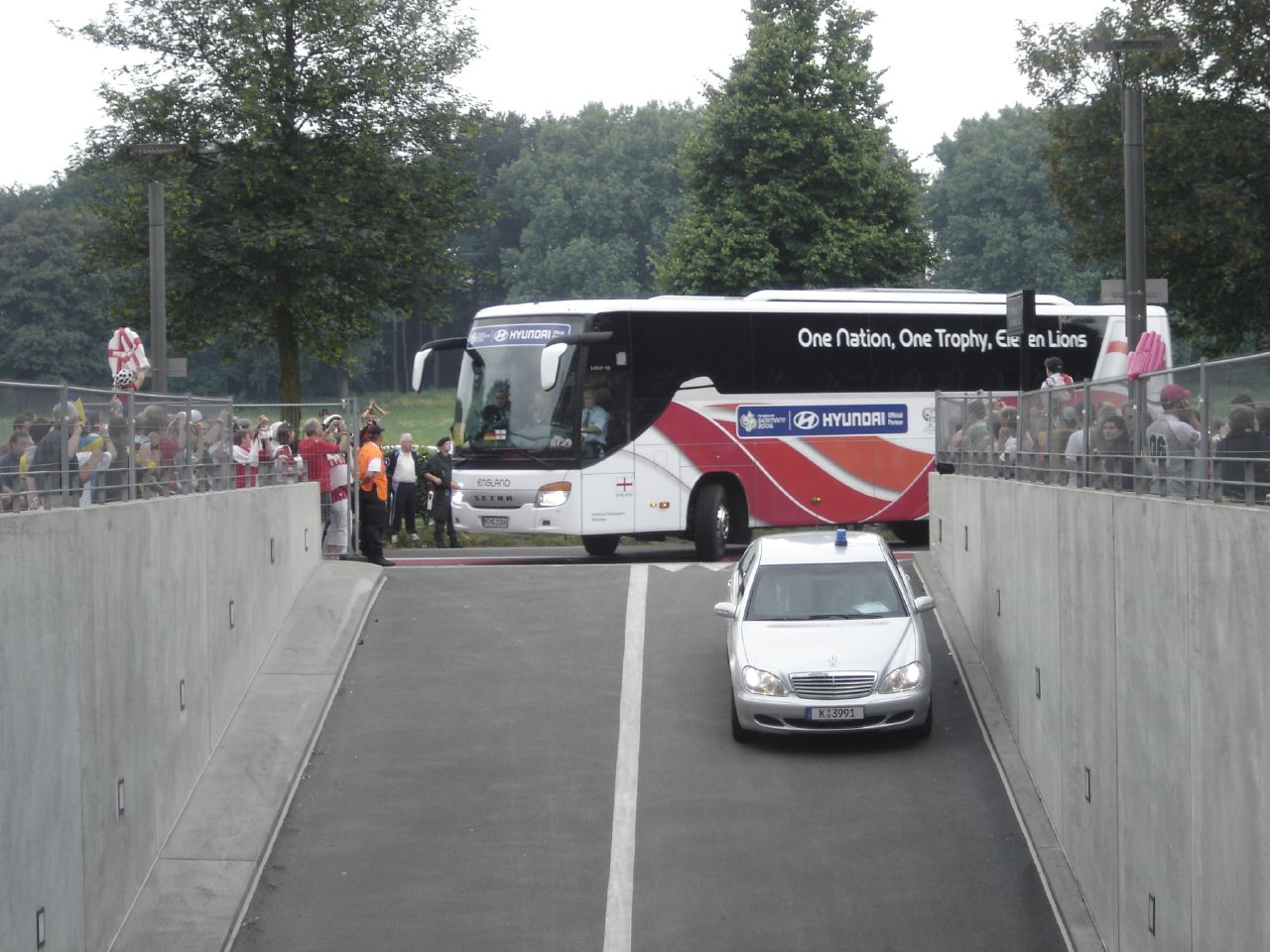
Bus de l'équipe d'Angleterre lors de la Coupe du monde.

En 2006, l'équipe d'Angleterre de football participe à la phase finale de la Coupe du monde de la FIFA organisée en Allemagne.

## Qualifications
| Groupe 6   | Groupe 6        | Groupe 6   | Groupe 6   | Groupe 6   | Groupe 6   | Groupe 6   | Groupe 6   | Groupe 6   | Groupe 6   | Groupe 6        | Groupe 6  | Groupe 6  | Groupe 6  | Groupe 6  | Groupe 6  | Groupe 6  |
| Classement | Classement      | Classement | Classement | Classement | Classement | Classement | Classement | Classement | Classement | Résultats       | Résultats | Résultats | Résultats | Résultats | Résultats | Résultats |
| ---------- | --------------- | ---------- | ---------- | ---------- | ---------- | ---------- | ---------- | ---------- | ---------- | --------------- | --------- | --------- | --------- | --------- | --------- | --------- |
|            | Nation          | Pts        | J          | G          | N          | P          | BP         | BC         | Diff       | Nation          | ANG       | POL       | AUT       | IRL       | GAL       | AZE       |
| 1          | Angleterre      | 25         | 10         | 8          | 1          | 1          | 17         | 5          | +12        | Angleterre      |           | 2-1       | 1-0       | 4-0       | 2-0       | 2-0       |
| 2          | Pologne         | 24         | 10         | 8          | 0          | 2          | 27         | 9          | +18        | Pologne         | 1-2       |           | 3-2       | 1-0       | 1-0       | 8-0       |
| 3          | Autriche        | 15         | 10         | 4          | 3          | 3          | 15         | 12         | +3         | Autriche        | 2-2       | 1-3       |           | 2-0       | 1-0       | 2-0       |
| 4          | Irlande du Nord | 9          | 10         | 2          | 3          | 5          | 10         | 18         | -8         | Irlande du Nord | 1-0       | 0-3       | 3-3       |           | 2-3       | 2-0       |
| 5          | Pays de Galles  | 8          | 10         | 2          | 2          | 6          | 10         | 15         | -5         | Pays de Galles  | 0-1       | 2-3       | 0-2       | 2-2       |           | 2-0       |
| 6          | Azerbaïdjan     | 3          | 10         | 0          | 3          | 7          | 1          | 21         | -20        | Azerbaïdjan     | 0-1       | 0-3       | 0-0       | 0-0       | 1-1       |           |

## Préparation
Le 8 mai 2006, le sélectionneur annonce la liste des vingt-trois joueurs retenus pour la phase finale ainsi qu'une liste de cinq remplaçants. La sélection de Theo Walcott, âgé de 17 ans est la plus remarquable dans la mesure où il n'a jamais joué un match professionnel pour son équipe, Arsenal. Dans l'équipe, il faut compter avec la blessure de Wayne Rooney qui s'est cassé le quatrième métatarse du pied droit et n'est pas encore remis de sa blessure lors du premier match. Michael Owen s'était lui aussi cassé un métatarse mais s'est remis. Parmi ces 23 joueurs, seulement deux ne jouent pas en Angleterre : David Beckham au Real Madrid, qui est le capitaine de cette équipe nationale, et Owen Hargreaves au Bayern de Munich. Les principaux exclus de cette équipe sont Jermain Defoe, Shaun Wright-Phillips et Ledley King. Le 25 mai, Robert Green de Norwich se blesse à l'aine et est remplacé par Scott Carson de Liverpool. L'équipe anglaise s'entraîne à Baden-Baden pendant la Coupe du monde. 
Avant la Coupe du monde, l'équipe anglaise B affronte la Biélorussie (1-2), la Hongrie (30 mai, 3-1) et la Jamaïque (3 juin, 6-0) lors de matchs amicaux. 

## Phase finale

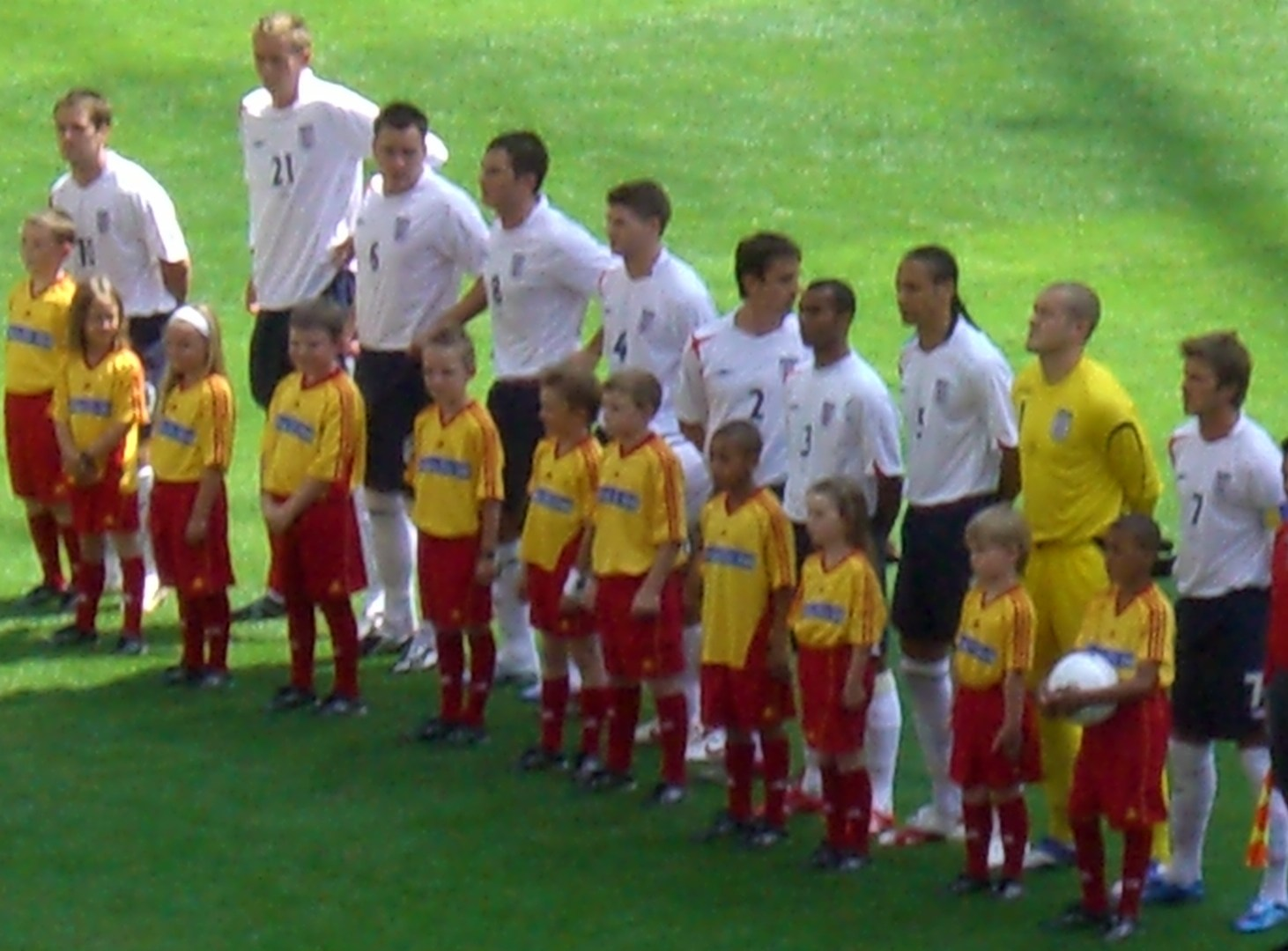
L'équipe d'Angleterre avant son match contre le Paraguay.

L'Angleterre joue son premier match de la phase finale le 10 juin contre le Paraguay. Elle s'impose 1-0 sur un coup franc de David Beckham détourné dans le but par un membre de l'équipe adverse (c.s.c.). Elle bat ensuite Trinité-et-Tobago deux buts à zéro et assure sa qualification dès la deuxième journée.  
Pour son dernier match de poule, l'Angleterre affronte la Suède. Elle affrontera maintenant la Suède, le 20 juin. Les équipes se séparent sur un match nul deux buts à deux. Au cours de ce match, Michael Owen se blesse au genou et déclare forfait pour le restant de la compétition. L'Angleterre termine première de son groupe avec sept points. 
Le 25 juin, l'Angleterre affronte l'Équateur en huitième de finale. L'Angleterre s'impose un but à zéro grâce à un coup franc de David Beckham. 
En quart de finale, l'Angleterre est opposée au Portugal. À l'issue du temps réglementaire puis des prolongations le score est toujours de zéro à zéro. L'Angleterre est réduite à dix depuis la soixante-deuxième minute à la suite de l'expulsion de Wayne Rooney. Le Portugal remporte la séance des tirs au but et se qualifie pour les demi-finales.

## Maillot
Le maillot de l'équipe d'Angleterre est fourni par l'équipementier Umbro.
| Couleurs | Blanc, rouge et bleu |
| Marque   | Umbro                |
| Domicile | Extérieur            |

## Effectif
| Numéro / Nom | Numéro / Nom                 | Club              | Date de naissance | J.              | Buts            |                 |                 |                 |
| Gardiens de but | Gardiens de but              | Gardiens de but   | Gardiens de but   | Gardiens de but | Gardiens de but | Gardiens de but | Gardiens de but | Gardiens de but |
| --- | ---------------------------- | ----------------- | ----------------- | --------------- | --------------- | --------------- | --------------- | --------------- |
| 1 | Paul Robinson                | Tottenham Hotspur | 15.10.1979        | 5               | 0               | 1               | 0               | 0               |
| 13 | David James                  | Manchester City   | 01.08.1970        | 0               | 0               | 0               | 0               | 0               |
| 22 | Scott Carson                 | Liverpool         | 03.09.1985        | 0               | 0               | 0               | 0               | 0               |
| Défenseurs |                              |                   |                   |                 |                 |                 |                 |                 |
| 2 | Gary Neville                 | Manchester United | 18.02.1975        | 2               | 0               | 0               | 0               | 0               |
| 3 | Ashley Cole                  | Arsenal           | 20.12.1980        | 4               | 0               | 0               | 0               | 0               |
| 5 | Rio Ferdinand                | Manchester United | 07.11.1978        | 5               | 0               | 0               | 0               | 0               |
| 6 | John Terry                   | Chelsea           | 07.12.1980        | 5               | 0               | 2               | 0               | 0               |
| 12 | Sol Campbell                 | Arsenal           | 18.09.1974        | 1               | 0               | 0               | 0               | 0               |
| 14 | Wayne Bridge                 | Fulham            | 05.08.1980        | 0               | 0               | 0               | 0               | 0               |
| 15 | Jamie Carragher              | Liverpool         | 28.01.1978        | 3               | 0               | 1               | 0               | 0               |
| Milieux de terrain |                              |                   |                   |                 |                 |                 |                 |                 |
| 4 | Steven Gerrard               | Liverpool         | 30.05.1980        | 5               | 2               | 1               | 0               | 0               |
| 7 | David Beckham                | Real Madrid       | 02.05.1975        | 5               | 1               | 0               | 0               | 0               |
| 8 | Frank Lampard                | Chelsea           | 20.06.1978        | 5               | 0               | 1               | 0               | 0               |
| 11 | Joe Cole                     | Chelsea           | 08.11.1981        | 5               | 1               | 0               | 0               | 0               |
| 16 | Owen Hargreaves              | Bayern Munich     | 20.01.1981        | 4               | 0               | 1               | 0               | 0               |
| 17 | Jermaine Jenas               | Tottenham Hotspur | 18.02.1981        | 0               | 0               | 0               | 0               | 0               |
| 18 | Michael Carrick              | Manchester United | 28.07.1981        | 1               | 0               | 0               | 0               | 0               |
| 19 | Aaron Lennon                 | Tottenham Hotspur | 16.04.1987        | 3               | 0               | 0               | 0               | 0               |
| 20 | Stewart Downing              | Middlesbrough     | 22.07.1984        | 3               | 0               | 0               | 0               | 0               |
| Attaquants |                              |                   |                   |                 |                 |                 |                 |                 |
| 9 | Wayne Rooney                 | Manchester United | 24.10.1985        | 4               | 0               | 0               | 0               | 1               |
| 10 | Michael Owen                 | Newcastle United  | 14.12.1979        | 3               | 0               | 0               | 0               | 0               |
| 21 | Peter Crouch                 | Liverpool         | 30.01.1981        | 4               | 1               | 1               | 0               | 0               |
| 23 | Theo Walcott                 | Arsenal           | 16.03.1989        | 0               | 0               | 0               | 0               | 0               |
| Sélectionneur |                              |                   |                   |                 |                 |                 |                 |                 |
| | Sven-Göran Eriksson ( Suède) |                   | 05.02.1948        |                 |                 |                 |                 |                 |
| Réserve Joueurs qui n'ont pas participé au stage d'entraînement mais qui pouvaient faire office de remplaçants jusqu'au 9 juin |                              |                   |                   |                 |                 |                 |                 |                 |
| G | Ben Foster                   | Manchester United | 03.04.1983        |                 |                 |                 |                 |                 |
| D | Michael Dawson               | Tottenham Hotspur | 18.11.1983        |                 |                 |                 |                 |                 |
| M | Phil Neville                 | Everton           | 21.01.1977        |                 |                 |                 |                 |                 |
| A | Jermain Defoe                | Tottenham Hotspur | 07.10.1982        |                 |                 |                 |                 |                 |
| A | Andy Johnson                 | Crystal Palace    | 10.02.1981        |                 |                 |                 |                 |                 |
| A | Darren Bent                  | Charlton          | 06.02.1984        |                 |                 |                 |                 |                 |
| Blessé Joueur initialement annoncé dans l'équipe nationale pour la coupe du monde mais remplacé avant le 10 juin               |                              |                   |                   |                 |                 |                 |                 |                 |
| G | Robert Green                 | Norwich City      | 18.01.1980        |                 |                 |                 |                 |                 |

Le 20 mai Luke Young s'est blessé, et est remplacé par Michael Dawson. Le 22 mai Nigel Reo-Coker s'est retiré, remplacé par Phil Neville. Le 26 mai, Scott Carson est promu dans l'effectif, après une blessure de Robert Green. Ben Foster prend la place de remplaçant de celui-là.

## Staff

### Sélectionneur
- Sven Göran Eriksson

### Entraîneurs adjoints
- Tord Grip, entraîneur adjoint
- Steve McClaren, assistant
- Ray Clemence, entraîneur des gardiens

## Compétition

### Buteurs
| Classement | Nom            | But(s) |
| 1          | Steven Gerrard | 2      |
| 2          | Peter Crouch   | 1      |
| -          | Joe Cole       | 1      |
| -          | David Beckham  | 1      |

## Divers
Embrace est choisi pour enregistrer l'hymne anglais pour la Coupe du monde. Le single, nommé World At Your Feet a été mis en vente le 5 juin 2006, il se classe 3e de l'UK Singles Chart.